# 花倉桔道
花倉 桔道（かぐら きつね、1989年12月24日 - ）は、日本の男性声優。ネクシード預かり所属。兵庫県伊丹市出身。

## 来歴
2009年4月に日本ナレーション演技研究所入所。卒業後、2012年4月にアイムエンタープライズ所属となった。2019年12月31日に退所し、フリーとなった。2024年4月1日よりネクシード預かり所属。
2022年1月1日をもって、芸名を花倉 洸幸（かぐら ひろゆき）から花倉 桔道（かぐら きつね）へと改名した。

## 人物
方言は関西弁（大阪・京都訛り）。
好きなものはTV・PCゲーム、サッカー観戦、外画鑑賞、オレンジ色の物。趣味・スポーツは写真撮影、半身浴、ミニバスケットボール。特技はキーボードタイピング。資格はワープロ実務検定1級、普通自動2輪免許。

## 出演
太字はメインキャラクター。

### テレビアニメ
2012年
- リトルバスターズ!（生徒C）

2013年
- 魔界王子 devils and realist（生徒C）

2014年
- クロスアンジュ 天使と竜の輪舞（検疫警察）
- 極黒のブリュンヒルデ（車のオーナー、生徒、男子生徒、男子、男、人々）

2015年
- カードファイト!! ヴァンガードG シリーズ（2015年 - 2018年、クリストファー・ロウ） - 3シリーズ
- 四月は君の嘘（実行委員、男子生徒）
- 聖剣使いの禁呪詠唱（親衛隊）

2016年
- 機動戦士ガンダム 鉄血のオルフェンズ（鉄華団団員）
- 斉木楠雄のΨ難（2016年 - 2018年、見物人、男子生徒A） - 2シリーズ
- 食戟のソーマ 弐ノ皿（観客A）
- ねじ巻き精霊戦記 天鏡のアルデラミン（トバイ）
- 文豪ストレイドッグス（2016年 - 2023年、宮沢賢治） - 5シリーズ
- 魔法少女育成計画（男子生徒C）
- モブサイコ100 シリーズ（2016年 - 2022年、白鳥兄弟） - 3シリーズ
- ぴったんこ!ねこざかな（2016年 - 2019年 、とん平、トビウオ親分）

2017年
- ハンドシェイカー（少年、男性）
- セントールの悩み（役員D、友人）
- ベイブレードバースト ゴッド（アズールアイ）
- 王様ゲーム The Animation（杉沢遼）
- ブレンド・S（客）

2018年
- サンリオ男子（西宮諒）
- ミイラの飼い方（鈴木）
- ラーメン大好き小泉さん（ナンパ男子A）
- 夢王国と眠れる100人の王子様（コライユ）
- レイトン ミステリー探偵社 〜カトリーのナゾトキファイル〜（タント）
- メルクストーリア -無気力少年と瓶の中の少女-（シーツおばけ）

2019年
- RobiHachi（お付き）
- Dr.STONE（不良高校生）
- エッグカー（2019年 - 2020年、ギララ、ロボットのアナウンス、ドンドラの森の蔓たち）

2020年
- はてな☆イリュージョン（林田）

2021年
- アイ★チュウ（桃井恭介）
- 文豪ストレイドッグス わん!（宮沢賢治）

### 劇場アニメ
- 文豪ストレイドッグス DEAD APPLE（2018年、宮沢賢治[17]）

### OVA
- 文豪ストレイドッグス（2017年、宮沢賢治） - コミックス第13巻オリジナルアニメBD付き限定版

### Webアニメ
- モンソニ! ダルタニャンのアイドル宣言（2017年、観客）
- THE KING OF FIGHTERS:DESTINY（2017年、アンディ・ボガード〈少年期〉）

### ゲーム
2014年
- 白猫プロジェクト（アルチュール）

2015年
- アイ★チュウ（桃井恭介）
- タワーオブプリンセス（ヘンゼル、ホッファ）
- 夢王国と眠れる100人の王子様（コライユ）

2016年
- カクテル王子（ホワイト・レディ）
- サンリオ男子 〜わたし、恋を、知りました。〜（西宮諒）
- レゴ ネックスナイツ：マーロック2.0（アーロン・フォックス）

2017年
- 嘘月シャングリラ（テトラ）
- グランブルーファンタジー（2017年 - 2021年、トネリロ）

2018年
- クイズRPG 魔法使いと黒猫のウィズ（ペスカ・フォルド）
- 実況パワフルプロ野球2018（蒔田牧人）
- 星と翼のパラドクス（カズマ）
- 文豪ストレイドッグス迷ヰ犬怪奇譚(宮沢賢治)

### ドラマCD
- 少年王女 ドラマCD第2巻

### BLCD
- 愛の罠にはまれ!（男）
- あなたは怠惰で優雅（彼氏）
- まほろばデイズ（草介〈子供時代〉）

### 吹き替え

#### 映画
- パディントン（トニー）
- ミス・ペレグリンと奇妙なこどもたち（ワーム〈ショーン・トーマス〉）
- 杉原千畝 スギハラチウネ
- スピーチ&ディベート
- グッド・ライ 〜いちばん優しい嘘〜
- ファンタスティック・ビーストと黒い魔法使いの誕生（男子生徒1[22]）
- レディ・バード（ダニー・オニール〈ルーカス・ヘッジズ〉）
- ボルテスV レガシー（2024年、ロバート・“ビッグ・バート”・アームストロング[23]）

#### テレビドラマ
- ゴーティマー・ギボン 〜ふしぎな日常〜（ゴーティマー〈スローン・モーガン・シーゲル〉）
- HEROES REBORN/ヒーローズ・リボーン（トミー・クラーク〈ロビー・ケイ〉）
- ガール・ミーツ・ワールド（ルーカス・フライアー〈ペイトン・マイヤー〉）
- 人間レッスン(オ・ジス〈キム･ドンヒ〉)
- アウトキャスト（アーロン）
- インコーポレイテッド
- SUPERGIRL/スーパーガール
- PERSON of INTEREST 犯罪予知ユニット
- LAW & ORDER: UK
- サム＆キャット
- パーソン・オブ・インタレスト
- フロム・ダスク・ティル・ドーン ザ・シリーズ
- フォーリング スカイズ

#### アニメ
- LEGO NEXO KNIGHTS（2016年 - 2017年、アーロン・フォックス）
- 101匹わんちゃんストリート（2019年、デルガド[24]、スペンス、DJ、ハンター・ド・ヴィル、コンスタンティン、ディミトリ 他[25]）

### ラジオ
※はインターネット配信。
- A&Gリクエストアワー 阿澄佳奈のキミまち!（2018年 - 、文化放送）中継レポーター[26]

### デジタルコミック
- ボーイフレンド（笹倉岳[27]）

### オーディオドラマ
- 西野 〜学内カースト最下位にして異能世界最強の少年〜（西野[28]）

### オーディオブック
- よるのばけもの（笠井）

## ディスコグラフィ

### キャラクターソング
| 発売日   | 商品名                                                     | 歌                   | 楽曲                                                   | 備考                                                       |
| 2016年   | 2016年                                                     | 2016年               | 2016年                                                 | 2016年                                                     |
| -------- | ---------------------------------------------------------- | -------------------- | ------------------------------------------------------ | ---------------------------------------------------------- |
| 3月23日  | soleil                                                     | ArS                  | 「手を伸ばせ！」 「ちょっとまってよ Give me a break!」 | ゲーム『アイ★チュウ』関連曲                                |
| 8月24日  | アイ★チュウ creation 03.ArS                                | ArS                  | 「We are I★CHU!」 「Here we go!!」                     | ゲーム『アイ★チュウ』関連曲                                |
| 9月14日  | 文豪ストレイドッグス キャラクターソングミニアルバム 其ノ弐 | 宮沢賢治（花倉洸幸） | 「正直者ノ流儀」                                       | テレビアニメ『文豪ストレイドッグス』関連曲                 |
| 11月16日 | Fun! Fantastic girl!                                       | サンリオ男子         | 「Fun! Fantastic girl!」                               | ゲーム『サンリオ男子〜わたし、恋を、知りました。〜』主題歌 |
| 2017年   |                                                            |                      |                                                        |                                                            |
| 3月22日  | glace                                                      | ArS                  | 「ベリーベリー愛しい人」 「Star light trip」           | ゲーム『アイ★チュウ』関連曲                                |
| 6月21日  | アイ★チュウ 〜シャッフルユニットミニアルバム〜             | TOYBOX               | 「W・O・N・D・E・R・L・A・N・D」                       | ゲーム『アイ★チュウ』関連曲                                |
| 9月20日  | サンリオ男子 Birthday Memorial CD(5)＜西宮 諒＞            | 西宮諒（花倉洸幸）   | 「Love-Rinth」                                         | 『サンリオ男子』関連曲                                     |
| 2018年   |                                                            |                      |                                                        |                                                            |
| 2月21日  | 青春インターリュード/Now on dream!                         | サンリオ男子         | 「青春インターリュード」                               | テレビアニメ『サンリオ男子』オープニングテーマ             |
| 2月21日  | 青春インターリュード/Now on dream!                         | サンリオ男子         | 「Now on dream!」                                      | テレビアニメ『サンリオ男子』エンディングテーマ             |
| 3月21日  | サンリオ男子 ORIGINAL SOUNDTRACK                           | サンリオ男子         | 「心に花束を」                                         | テレビアニメ『サンリオ男子』挿入歌                         |
| 4月4日   | fleur                                                      | ArS                  | 「ゲイジュツ戦隊アルスレンジャー」                     | ゲーム『アイ★チュウ』関連曲                                |
| 2019年   |                                                            |                      |                                                        |                                                            |
| 3月20日  | アイ★チュウ BEST ALBUM アイ盤                              | ArS                  | 「なんてったってNo.1」                                 | ゲーム『アイ★チュウ』関連曲                                |
| 2020年   |                                                            |                      |                                                        |                                                            |
| 12月23日 | OUVERTURE                                                  | ArS                  | 「Dance All Right!!!」                                 | ゲーム『アイ★チュウ Étoile Stage』関連曲                   |
| 2021年   |                                                            |                      |                                                        |                                                            |
| 2月24日  | 一番星                                                     | アイチュウ           | 「一番星の歌〜未来のレジェンド伝説〜」                 | テレビアニメ『アイ★チュウ』オープニングテーマ              |

### シリーズ一覧
1. ↑  第2期『ギアースクライシス編』（2015年 - 2016年）、第3期『ストライドゲート編』（2016年）、第5期『Z』（2017年 - 2018年）
2. ↑  第1期（2016年）、第2期（2018年）
3. ↑  第1シーズン（2016年）、第2シーズン（2016年）、第3シーズン（2019年）、第4シーズン（2023年）、第5シーズン（2023年）
4. ↑  第1期（2016年）、第2期『II』（2019年）、第3期『III』（2022年）

### ユニットメンバー
1. 1 2 3 4  日下部虎彦（ロア健治）、桃井恭介（花倉洸幸）、鳶倉アキヲ（田丸篤志）、海部子規（谷地克文）、折原輝（松岡禎丞）、若王子楽（平川大輔）
2. 1 2  長谷川康太（江口拓也）、水野祐（斉藤壮馬）、吉野俊介（大須賀純）、西宮諒（花倉洸幸）、源誠一郎（内田雄馬）
3. ↑  華房心（村瀬歩）、鮮血の帝王（下野紘）、桃井恭介（花倉洸幸）、湊奏多（井口祐一）、死と時の番人（柿原徹也）、ラビ（中西尚也）
4. ↑  日下部虎彦（生田鷹司）、桃井恭介（花倉洸幸）、鳶倉アキヲ（田丸篤志）、海部子規（谷地克文）、折原輝（松岡禎丞）、若王子楽（平川大輔）
5. ↑  愛童星夜（KENN）、湊奏多（井口祐一）、御剣晃（豊永利行）、枢木皐月（森久保祥太郎）、枢木睦月（近藤隆）、ノア（花江夏樹）、ラビ（中西尚也）、黎朝陽（榎木淳弥）、レオン（増田俊樹）、リュカ（梅原裕一郎）、日下部虎彦（生田鷹司）、桃井恭介（花倉洸幸）、鳶倉アキヲ（田丸篤志）、海部子規（谷地克文）、折原輝（松岡禎丞）、若王子楽（平川大輔）、華房心（村瀬歩）、神楽坂ルナ（天﨑滉平）、及川桃助（山本和臣）、轟一誠（前野智昭）、赤羽根双海（内田雄馬）、三千院鷹通（白井悠介）、鮮血の帝王（下野紘）、死と時の番人（柿原徹也）、罪人の道化師（下妻由幸）、竜胆椿（小野友樹）、朴木十夜（峰岸佳）、斑尾巽（斉藤壮馬）、杜若葵（木村良平）